# Даниелян, Арарат Ашотович
Арарат Ашотович Даниелян (арм. Արարատ Աշոտի Դանելյան; род. 16 января 1958, Степанакерт, НКАО) — политический и государственный деятель непризнанной НКР.

## Биография
- 1964—1974 — учился в средней школе № 8 г. Степанакерте.
- 1977—1981 — учился и окончил факультет истории Педагогического Института г. Степанакерта.
- 1981—1983 — служба в советской армии.
- 1983—1988 — работал в комсомольских организациях г. Степанакерта.
- 1989—1990 — был секретарем приёмной председателя особого управления государственного комитета НКАО.
- 1990 — поступил во Всесоюзный юридический институт г. Москвы, затем перевелся в Ереванский государственный университет, по окончании которого получил специальность юриста.
- 1990—1991 — являлся юрисконсультом оптовой торговой базы областной ПО.
- Август 1991 — Февраль 1992 — включительно работал помощником начальника главного планово-экономического управления НКАО.
- Февраль 1992 — Декабрь 1994 — работал в качестве помощника председателя Совета Министров непризнанной НКР, затем помощником председателя ГКО.
- Декабрь 1994 — Декабрь 2004 — работал в качестве руководителя аппарата президента НКР.
- 2004 — 2007 — вице-премьер НКР.
- 2007 — 2010 — председатель Верховного Суда НКР.

С сентября 2012 года являлся министром юстиции НКР.